# Informacijske znanosti
Informacijske znanosti je znanstveno polje unutar društvenih znanosti koja se bavi izučavanjem informacija ili znanja i obično a ne eksluzivno uči se kao grana računarstva i informacijske tehnologije. Znanstvene grane informacijskih znanosti su arhivistika i dokumentaristika, informacijski sustavi i informatologija, knjižničarstvo,  leksikografija i enciklopedistika, muzeologija, organizacija i informatika te informacijsko i programsko inženjerstvo.